# Jörk-Eckart Reschke
Jörk-Eckart Reschke, auch Jörg-Eckart Reschke (* 20. Januar 1938) ist ein deutscher Flottillenadmiral a. D. der Deutschen Marine und Publizist.

## Leben
Jörk-Eckart Reschke trat 1959 (Crew IV/59) in die Bundesmarine ein und absolvierte später einen Admiralstabslehrgang an der Führungsakademie der Bundeswehr in Hamburg.
Von Oktober 1966 bis September 1968 war er als Kapitänleutnant Kommandant des Schnellbootes S 1 Jaguar.
Als Korvettenkapitän war er von Anfang Oktober 1974 bis Ende März 1976 Erster Offizier der Rommel. In dieser Position wurde er zum Fregattenkapitän befördert. Im Oktober 1982 übernahm er nun als Kapitän zur See (Beförderung am 25. März 1981) das Kommando über die Rommel, welche er bis 30. März 1984 behielt. Später übernahm er als Flottillenadmiral bis 1995 als Direktor den Bereich Lehre an der Führungsakademie der Bundeswehr. Anschließend war er bis zu seinem Ruhestand dort stellvertretender Kommandeur und Direktor Lehrgänge.
Nach seinem Ausscheiden aus der Marine betätigt sich Reschke als freier Publizist im Bereich der Sicherheitspolitik und wurde z. B. 2009 Präsident von EuroDefense Deutschland. Später wurde er dort Ehrenpräsident.

## Werke (Auswahl)
- Europäische Sicherheits- und Verteidigungsidentität: eine politische Vision oder ein konkreter Realisierungsprozess? In: Soldat und Technik, 2, 1999, S. 2.
- Der Vertrag von Lissabon, Reflexion der Europäischen Sicherheits- und Verteidigungspolitik im Reformvertrag der EU. In: Europäische Sicherheit, Heft 2/2008.
- Die nationale Sicherheitsstrategie der USA 2010. In: Europäische Sicherheit, Heft 9/2010.
- Eine maritime Strategie für Europa? In: Marine-Forum, Heft 10/2011.